# Río Acaray
El Acaray (del guaraní, Akaray), es un río del este de Paraguay, que nace en la cordillera de Caaguazú y recibe a su vez las aguas del Itakyry e Yguazú. Discurre por los departamentos de Caaguazú y Alto Paraná, hasta su desembocadura en el río Paraná entre las ciudades de Hernandarias y Ciudad del Este. El lugar de su desembocadura ha sido alterado para permitir el aprovechamiento hidroeléctrico de la Represa de Acaray este hecho provocó la creación del embalse del lago Acaray que se extiende desde el km. 16 hasta la misma represa que la contiene en el límite de los municipios de Hernandarías y Ciudad del Este. Su principal afluente es el río Yguazú donde se encuentra otra de las represas más importantes que tiene Paraguay: Represa del Yguazú.
El río Acaray actualmente atraviesa una de las regiones más densamente pobladas del departamento del Alto Paraná, el denominado Gran Ciudad del Este. Que abarcan desde las ciudades vecinas de Minga Guazú, Hernandarias y la propia Ciudad del Este en sí en dónde termina su desembocadura frente al río Paraná. Existen actualmente 4 puentes que la atraviesan a lo largo de su recorrido.

## Curso

### Curso superior
- Km. 0: nace de la confluencia de los arroyos Acaray y Acaraymí en el departamento de Caaguazú.
- Km. 15: confluencia con el arroyo Pindó.

### Curso medio
- Km. 22: confluencia con el arroyo Piratiy, en el límite de los departamentos de Caaguazú y Alto Paraná.
- Km. 72: confluencia con el arroyo Curuzú.
- Km. 86: confluencia con el arroyo Ytú.
- Km. 129: confluencia con el arroyo Itakyry.
- Km. 148: confluencia con el arroyo Susto.
- Km. 158: confluencia con el arroyo Negro.

### Curso inferior
- Km. 199: confluencia con el río Yguazú. En adelante fluye íntegramente en Alto Paraná.
- Km. 233: confluencia con el arroyo Acaraymi.
- Km. 257: confluencia con el arroyo Acaraymi.
- Km. 270: confluencia con el arroyo Mbói Cuá.
- Km. 298: Represa del Acaray.
- Km. 307: Desembocadura en el río Paraná.